# Mistrovství Evropy v judu 2015 – muži – polostřední váha (-81 kg)
Zápasy v judu na I. Evropský hrách / mistrovství Evropy v kategorii polostředních vah mužů proběhly v Baku, 26. června 2015.

## Finále
| finále              |                     |
| ------------------- | ------------------- |
| Avtandil Črikišvili | Avtandil Črikišvili |
| Ivan Nifontov       | Avtandil Črikišvili |

## Opravy / O bronz
Poražení čtvrtfinalisté se utkávají mezi sebou v opravách. Vítězové oprav následně vyzvou poražené semifinalisty v boji o bronzovou medaili.
| opravy            | o bronz              |                      |
| ----------------- | -------------------- | -------------------- |
| Alexandr Stěšenko | Alexandr Stěšenko    | Alexander Wieczerzak |
| Alan Chubecov     | Alexandr Stěšenko    | Alexander Wieczerzak |
|                   | Alexander Wieczerzak | Alexander Wieczerzak |
| Loïc Pietri       | Loïc Pietri          | Loïc Pietri          |
| Vitalij Dudčik    | Loïc Pietri          | Loïc Pietri          |
|                   | Sven Maresch         | Loïc Pietri          |

## Pavouk
|   | 1/64                 | 1/32                  | 1/16                 | čtvrtfinále          | semifinále           | finále              |
| - | -------------------- | --------------------- | -------------------- | -------------------- | -------------------- | ------------------- |
| A | volný los            | Avtandil Črikišvili   | Avtandil Črikišvili  | Avtandil Črikišvili  | Avtandil Črikišvili  | Avtandil Črikišvili |
| A | volný los            | Avtandil Črikišvili   | Avtandil Črikišvili  | Avtandil Črikišvili  | Avtandil Črikišvili  | Avtandil Črikišvili |
| A | Joachim Bottieau     | Ivajlo Ivanov         | Avtandil Črikišvili  | Avtandil Črikišvili  | Avtandil Črikišvili  | Avtandil Črikišvili |
| A | Ivajlo Ivanov        | Ivajlo Ivanov         | Avtandil Črikišvili  | Avtandil Črikišvili  | Avtandil Črikišvili  | Avtandil Črikišvili |
| A | volný los            | Jevgenij Salejev      | Jevgenij Salejev     | Avtandil Črikišvili  | Avtandil Črikišvili  | Avtandil Črikišvili |
| A | volný los            | Jevgenij Salejev      | Jevgenij Salejev     | Avtandil Črikišvili  | Avtandil Črikišvili  | Avtandil Črikišvili |
| A | volný los            | Konstantin Ovčinnikov | Jevgenij Salejev     | Avtandil Črikišvili  | Avtandil Črikišvili  | Avtandil Črikišvili |
| A | volný los            | Konstantin Ovčinnikov | Jevgenij Salejev     | Avtandil Črikišvili  | Avtandil Črikišvili  | Avtandil Črikišvili |
| A | volný los            | Roman Mustopulos      | Asaf Chen            | Alexandr Stěšenko    | Avtandil Črikišvili  | Avtandil Črikišvili |
| A | volný los            | Roman Mustopulos      | Asaf Chen            | Alexandr Stěšenko    | Avtandil Črikišvili  | Avtandil Črikišvili |
| A | volný los            | Asaf Chen             | Asaf Chen            | Alexandr Stěšenko    | Avtandil Črikišvili  | Avtandil Črikišvili |
| A | volný los            | Asaf Chen             | Asaf Chen            | Alexandr Stěšenko    | Avtandil Črikišvili  | Avtandil Črikišvili |
| A | volný los            | Alexandr Stěšenko     | Alexandr Stěšenko    | Alexandr Stěšenko    | Avtandil Črikišvili  | Avtandil Črikišvili |
| A | volný los            | Alexandr Stěšenko     | Alexandr Stěšenko    | Alexandr Stěšenko    | Avtandil Črikišvili  | Avtandil Črikišvili |
| A | volný los            | Diogo Lima            | Alexandr Stěšenko    | Alexandr Stěšenko    | Avtandil Črikišvili  | Avtandil Črikišvili |
| A | volný los            | Diogo Lima            | Alexandr Stěšenko    | Alexandr Stěšenko    | Avtandil Črikišvili  | Avtandil Črikišvili |
| B | volný los            | Alan Chubecov         | Alan Chubecov        | Alan Chubecov        | Sven Maresch         | Avtandil Črikišvili |
| B | volný los            | Alan Chubecov         | Alan Chubecov        | Alan Chubecov        | Sven Maresch         | Avtandil Črikišvili |
| B | volný los            | Nemanja Majdov        | Alan Chubecov        | Alan Chubecov        | Sven Maresch         | Avtandil Črikišvili |
| B | volný los            | Nemanja Majdov        | Alan Chubecov        | Alan Chubecov        | Sven Maresch         | Avtandil Črikišvili |
| B | volný los            | László Csoknyai       | László Csoknyai      | Alan Chubecov        | Sven Maresch         | Avtandil Črikišvili |
| B | volný los            | László Csoknyai       | László Csoknyai      | Alan Chubecov        | Sven Maresch         | Avtandil Črikišvili |
| B | Gašper Jerman        | Jaromír Musil         | László Csoknyai      | Alan Chubecov        | Sven Maresch         | Avtandil Črikišvili |
| B | Jaromír Musil        | Jaromír Musil         | László Csoknyai      | Alan Chubecov        | Sven Maresch         | Avtandil Črikišvili |
| B | volný los            | Sven Maresch          | Sven Maresch         | Sven Maresch         | Sven Maresch         | Avtandil Črikišvili |
| B | volný los            | Sven Maresch          | Sven Maresch         | Sven Maresch         | Sven Maresch         | Avtandil Črikišvili |
| B | Jakub Kubieniec      | Cristian Bodirlau     | Sven Maresch         | Sven Maresch         | Sven Maresch         | Avtandil Črikišvili |
| B | Cristian Bodirlau    | Cristian Bodirlau     | Sven Maresch         | Sven Maresch         | Sven Maresch         | Avtandil Črikišvili |
| B | volný los            | Antti Virta           | Antonio Ciano        | Sven Maresch         | Sven Maresch         | Avtandil Črikišvili |
| B | volný los            | Antti Virta           | Antonio Ciano        | Sven Maresch         | Sven Maresch         | Avtandil Črikišvili |
| B | volný los            | Antonio Ciano         | Antonio Ciano        | Sven Maresch         | Sven Maresch         | Avtandil Črikišvili |
| B | volný los            | Antonio Ciano         | Antonio Ciano        | Sven Maresch         | Sven Maresch         | Avtandil Črikišvili |
| C | volný los            | Loïc Pietri           | Loïc Pietri          | Loïc Pietri          | Alexander Wieczerzak | Ivan Nifontov       |
| C | volný los            | Loïc Pietri           | Loïc Pietri          | Loïc Pietri          | Alexander Wieczerzak | Ivan Nifontov       |
| C | Jesenko Četić        | Robin Pacek           | Loïc Pietri          | Loïc Pietri          | Alexander Wieczerzak | Ivan Nifontov       |
| C | Robin Pacek          | Robin Pacek           | Loïc Pietri          | Loïc Pietri          | Alexander Wieczerzak | Ivan Nifontov       |
| C | volný los            | Valeriu Duminika      | Łukasz Błach         | Loïc Pietri          | Alexander Wieczerzak | Ivan Nifontov       |
| C | volný los            | Valeriu Duminika      | Łukasz Błach         | Loïc Pietri          | Alexander Wieczerzak | Ivan Nifontov       |
| C | volný los            | Łukasz Błach          | Łukasz Błach         | Loïc Pietri          | Alexander Wieczerzak | Ivan Nifontov       |
| C | volný los            | Łukasz Błach          | Łukasz Błach         | Loïc Pietri          | Alexander Wieczerzak | Ivan Nifontov       |
| C | volný los            | Ušangi Margiani       | Ušangi Margiani      | Alexander Wieczerzak | Alexander Wieczerzak | Ivan Nifontov       |
| C | volný los            | Ušangi Margiani       | Ušangi Margiani      | Alexander Wieczerzak | Alexander Wieczerzak | Ivan Nifontov       |
| C | volný los            | Matúš Milichovský     | Ušangi Margiani      | Alexander Wieczerzak | Alexander Wieczerzak | Ivan Nifontov       |
| C | volný los            | Matúš Milichovský     | Ušangi Margiani      | Alexander Wieczerzak | Alexander Wieczerzak | Ivan Nifontov       |
| C | Alexander Wieczerzak | Alexander Wieczerzak  | Alexander Wieczerzak | Alexander Wieczerzak | Alexander Wieczerzak | Ivan Nifontov       |
| C | Sveinbjörn Iura      | Alexander Wieczerzak  | Alexander Wieczerzak | Alexander Wieczerzak | Alexander Wieczerzak | Ivan Nifontov       |
| C | volný los            | Tomislav Marijanović  | Alexander Wieczerzak | Alexander Wieczerzak | Alexander Wieczerzak | Ivan Nifontov       |
| C | volný los            | Tomislav Marijanović  | Alexander Wieczerzak | Alexander Wieczerzak | Alexander Wieczerzak | Ivan Nifontov       |
| D | volný los            | Ivan Nifontov         | Ivan Nifontov        | Ivan Nifontov        | Ivan Nifontov        | Ivan Nifontov       |
| D | volný los            | Ivan Nifontov         | Ivan Nifontov        | Ivan Nifontov        | Ivan Nifontov        | Ivan Nifontov       |
| D | volný los            | Marcel Ott            | Ivan Nifontov        | Ivan Nifontov        | Ivan Nifontov        | Ivan Nifontov       |
| D | volný los            | Marcel Ott            | Ivan Nifontov        | Ivan Nifontov        | Ivan Nifontov        | Ivan Nifontov       |
| D | volný los            | Carlos Luz            | Carlos Luz           | Ivan Nifontov        | Ivan Nifontov        | Ivan Nifontov       |
| D | volný los            | Carlos Luz            | Carlos Luz           | Ivan Nifontov        | Ivan Nifontov        | Ivan Nifontov       |
| D | Owen Livesey         | Owen Livesey          | Carlos Luz           | Ivan Nifontov        | Ivan Nifontov        | Ivan Nifontov       |
| D | Srđan Mrvaljević     | Owen Livesey          | Carlos Luz           | Ivan Nifontov        | Ivan Nifontov        | Ivan Nifontov       |
| D | volný los            | Szabolcs Krizsán      | Vitalij Dudčik       | Vitalij Dudčik       | Ivan Nifontov        | Ivan Nifontov       |
| D | volný los            | Szabolcs Krizsán      | Vitalij Dudčik       | Vitalij Dudčik       | Ivan Nifontov        | Ivan Nifontov       |
| D | volný los            | Vitalij Dudčik        | Vitalij Dudčik       | Vitalij Dudčik       | Ivan Nifontov        | Ivan Nifontov       |
| D | volný los            | Vitalij Dudčik        | Vitalij Dudčik       | Vitalij Dudčik       | Ivan Nifontov        | Ivan Nifontov       |
| D | Kristjan Tõniste     | Adrian Nacimiento     | Adrian Nacimiento    | Vitalij Dudčik       | Ivan Nifontov        | Ivan Nifontov       |
| D | Adrian Nacimiento    | Adrian Nacimiento     | Adrian Nacimiento    | Vitalij Dudčik       | Ivan Nifontov        | Ivan Nifontov       |
| D | volný los            | Alexis Danacidis      | Adrian Nacimiento    | Vitalij Dudčik       | Ivan Nifontov        | Ivan Nifontov       |
| D | volný los            | Alexis Danacidis      | Adrian Nacimiento    | Vitalij Dudčik       | Ivan Nifontov        | Ivan Nifontov       |